# جک دوگنول
جک دوگنول (انگلیسی: Jack Dugnolle; ۲۴ مارس ۱۹۱۴ – ۳۱ اوت ۱۹۷۷) بازیکن فوتبال بود.
از باشگاه‌هایی که در آن بازی کرده‌است می‌توان به باشگاه فوتبال برایتون اند هوو آلبیون اشاره کرد.